# Otfried Höffe
Otfried Höffe, född 1943 i Tyskland, är en filosof som sedan 1992 är professor i filosofi i universitetet i Tübingen. Höffe är författare av åtskilliga böcker som rör etik, moral, staten med mera. Han har även skrivit om Immanuel Kant och Aristoteles. Han var medförfattare till, samt redaktör för, boken De Stora Filosoferna.